# Juhkentali
Juhkentali is een subdistrict of wijk (Estisch: asum) binnen het stadsdistrict Kesklinn in Tallinn, de hoofdstad van Estland. De wijk telde 1.423 inwoners op 1 januari 2020; de oppervlakte is 1,30 km². De bevolkingsdichtheid is dus ca. 1095 inwoners/km². De naam Juhkentali is afgeleid van het Duitse Joachimsthal, de naam van een landgoed dat hier vroeger lag.
De wijk grenst vanaf het noorden met de wijzers van de klok mee aan de wijken Keldrimäe, Torupilli, Sikupilli, Ülemiste, Ülemistejärve, Luite en Veerenni.

## Bijzonderheden

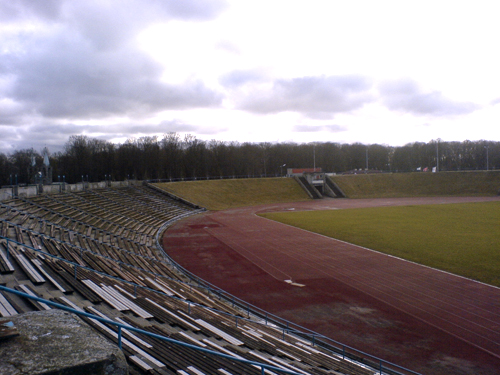
Het Kalevi Keskstaadion

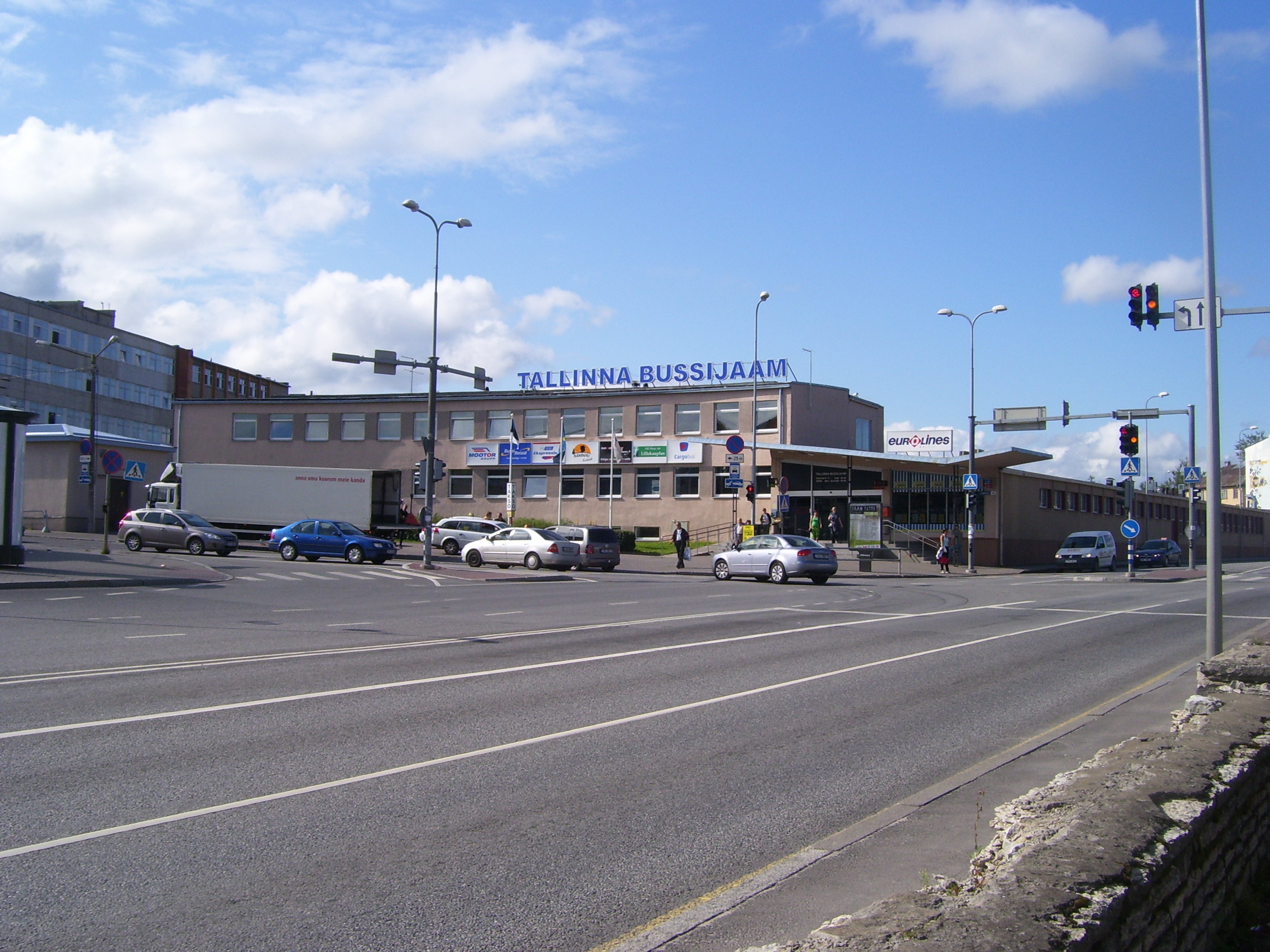
Het centrale busstation in Juhkentali

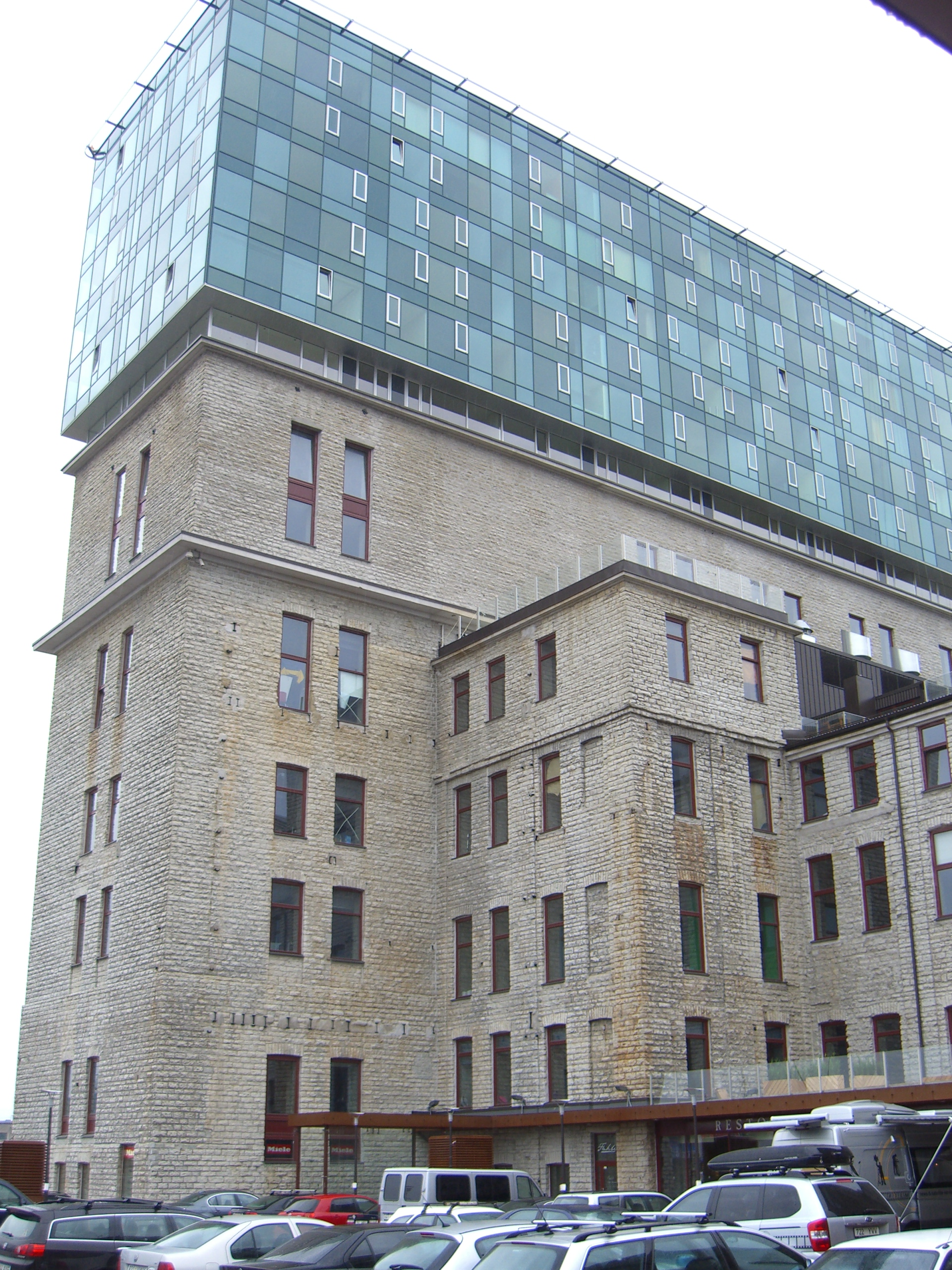
Voormalige cellulosefabriek, nu in gebruik als appartementencomplex

In Juhkentali ligt het multifunctionele sportstadion Kalevi Keskstaadion (het ‘Centrale Kalevstadion’, naar koning Kalev uit het Estische nationale epos Kalevipoeg), waar voetbal- en atletiekwedstrijden worden gehouden. Hier speelt JK Kalev Tallinn. In jaren dat het Estisch Zangfeest wordt gehouden, vindt ongeveer tegelijkertijd een dansfestival plaats. Dat gebeurt altijd in dit stadion. Het stadion biedt plaats aan 12.000 toeschouwers en is gebouwd in 1956.
Op korte afstand van het stadion ligt de Kalevi Spordihall, een sporthal waar onder andere basketbal, volleybal en indoortennis wordt gespeeld.
In Juhkentali bevindt zich ook het centrale busstation van Tallinn (Estisch: Tallinna bussijaam). Vanaf deze plaats vertrekken bussen naar alle delen van Estland, en ook grensoverschrijdende bussen naar landen in West- en Oost-Europa. Bij het busstation ligt een halte van de tramlijnen 2 (Ülemiste-Kopli) en 4 (Ülemiste-Tondi).
In Juhkentali staat een oude cellulosefabriek, die ooit toebehoorde aan Emil Fahle (1875-1929), een Duitse immigrant. De fabriek is in de jaren 2004-2007 opgeknapt en in appartementen opgedeeld, die te koop werden gezet. In het vroegere fabriekscomplex is ook een restaurant gevestigd.
De wijk heeft een middelbare school, het Juhkentali Gümnaasium.

## De oorlogsbegraafplaats

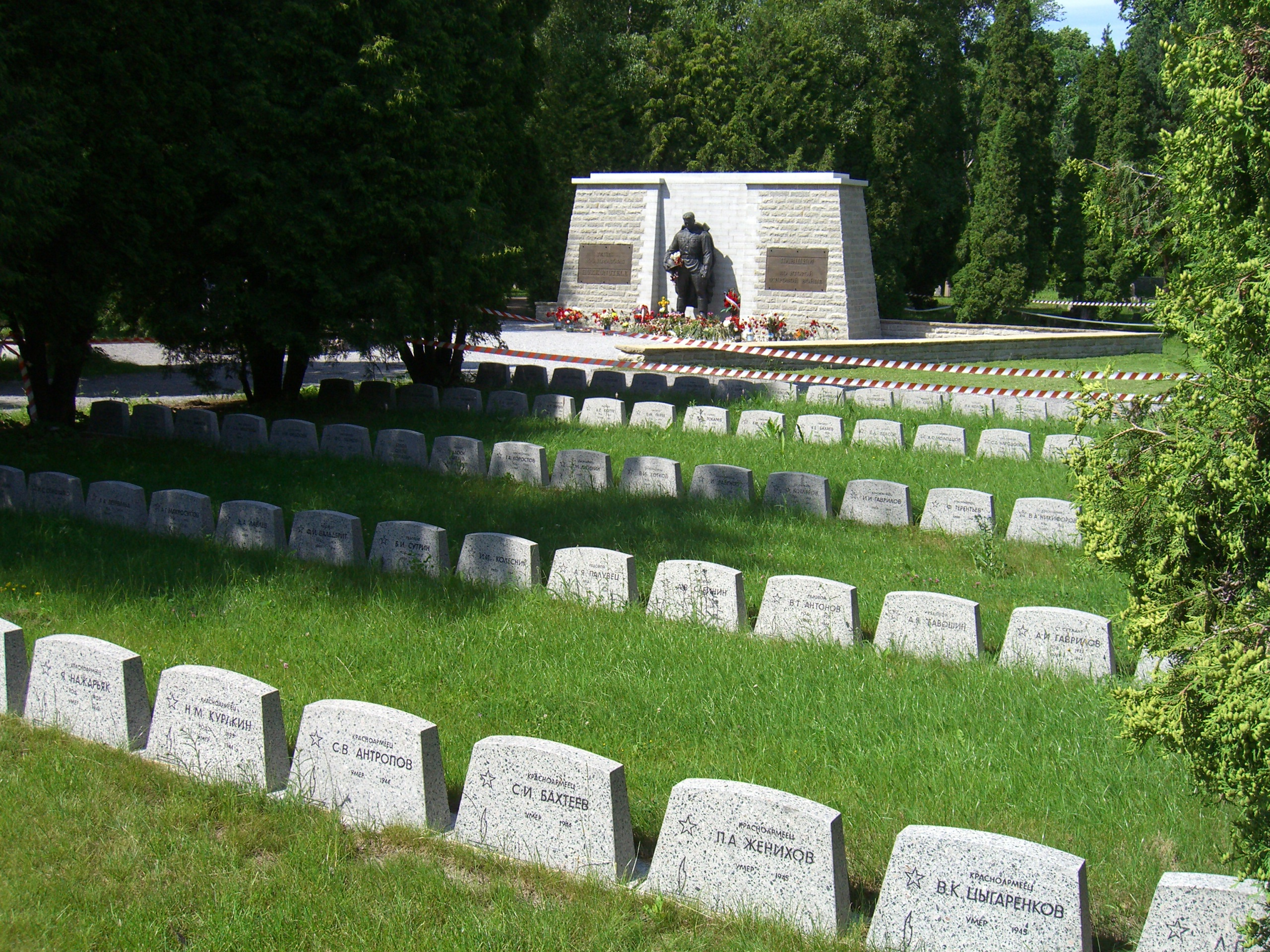
Sovjetgraven op de oorlogsbegraafplaats. Op de achtergrond de bronzen soldaat van Tallinn

In de wijk ligt ook de oorlogsbegraafplaats (officieel: Tallinna Kaitseväe kalmistu, ‘Tallinnse begraafplaats voor de strijdkrachten’). Het kerkhof werd in 1887 gesticht en was oorspronkelijk bedoeld voor overleden soldaten van het Russische garnizoen In Tallinn. Tijdens de Eerste Wereldoorlog werden er gesneuvelde Russische, Estische en Duitse soldaten begraven.
In de tijd van de Republiek Estland (1918-1940) werden op dit kerkhof de soldaten van het Estische leger begraven die tijdens de onafhankelijkheidsoorlog waren gesneuveld of na die oorlog overleden. Ook Russische soldaten die aan de zijde van de Esten vochten, werden er ter aarde besteld. Er stond een monument ter herdenking van de onafhankelijkheidsoorlog.
Tijdens de Tweede Wereldoorlog werden hier gesneuvelde Duitse soldaten en Esten die aan hun kant vochten, begraven.
Na de Tweede Wereldoorlog werd het kerkhof in gebruik genomen door het Rode Leger. De bestaande grafstenen en het oorlogsmonument werden vernield en de Sovjetsoldaten die tijdens en na de oorlog in de omgeving van Tallinn waren omgekomen, maar ook hun familieleden, werden hier ter aarde besteld. Dat gebeurde ook op plaatsen waar al iemand lag.
Linda Soomre, 35 jaar lang beheerster van de oorlogsbegraafplaats, wist te voorkomen dat de graven van vijftien Britse soldaten die aan Estische zijde hadden gevochten tijdens de onafhankelijkheidsoorlog, en de graven van de Estische generaals Johan Unt en Ernst Põdder verloren gingen. Ze camoufleerde de graven met onderhoudswerktuigen en afval. De Britten kregen in 1994 een nieuw grafmonument, de generaals in 1998.
Ook de overige graven zijn na het herstel van de Estische onafhankelijkheid in 1991, voor zover mogelijk, hersteld. De administratie van de begrafenissen in de jaren 1918-1944 is bewaard gebleven. Ze maakt deel uit van het Tallinnse gemeentearchief.
De Sovjetgraven zijn ongemoeid gelaten. Medio jaren negentig werd een gedenksteen aangebracht met de tekst ‘Aan de onbekende soldaat: 1941–1945’ in het Estisch en het Russisch. De steen was gefinancierd door de Russische ambassade in Estland.
Eind april 2007 lieten de Estische autoriteiten de controversiële Bronzen soldaat van Tallinn, een monument ter herinnering aan de verovering van Tallinn door het Rode Leger in 1944, overbrengen van de wijk Tõnismäe naar de oorlogsbegraafplaats. Daar heeft hij sinds 30 april 2007 een prominente plek in de buurt van de Sovjetgraven. Ook de soldaten die aan de voet van het monument begraven lagen, zijn hier opnieuw ter aarde besteld, voor zover de nabestaanden de resten niet hadden opgeëist.

## Aleksander Nevski en Vana-Kaarli
Ten noorden van de oorlogsbegraafplaats liggen nog twee kerkhoven: het Russische Aleksander Nevskikerkhof (Estisch: Aleksander Nevski kalmistu, Russisch: Кладбище Александра Невского) en het Estische Vana-Kaarlikerkhof (Estisch: Vana–Kaarli kalmistu).
Het Aleksander Nevskikerkhof is vernoemd naar grootvorst Alexander Nevski, die in 1242 de opmars van de Duitse Orde naar het oosten stopte. Het is gesticht in 1775 en is het oudste kerkhof van Tallinn dat nog in gebruik is. De oppervlakte is 13 hectare. Anders dan de kerkhoven van Kopli, Kalamaja en Mõigu, die na de Tweede Wereldoorlog zijn geëgaliseerd en ontdaan van grafstenen, werd het Aleksander Nevskikerkhof tijdens de Sovjetbezetting ongemoeid gelaten. Alleen de Russisch-orthodoxe kerk die op het terrein stond, is vernield tijdens het bombardement op Tallinn door de Sovjetluchtmacht op 9 maart 1944. De bijbehorende kapel staat er nog.
Op het kerkhof liggen veel bekende Russischtalige inwoners van Estland begraven, onder hen bijvoorbeeld Igor Severjanin.
Het Vana-Kaarlikerkhof is gesticht in 1864 voor de parochianen van de Karelskerk (Kaarli kirik) in de wijk Tõnismäe. Voordien werden de parochianen bijgezet op het kerkhof van Kalamaja, maar dat dreigde vol te raken. Er staat een gedenkteken voor de componist Peeter Süda in de vorm van een buste. Het is al de derde buste van Süda op deze plaats. De eerste, geplaatst in 1927, werd vernield in 1944. De tweede buste was een nauwkeurige reconstructie van de eerste, en ook in brons uitgevoerd. Ze werd geplaatst in 1970 en gestolen in de jaren negentig. Nu staat er een buste van graniet.
De drie kerkhoven samen worden wel Siselinna kalmistu (‘kerkhof van de binnenstad’) genoemd.